# Грийн (окръг, Охайо)
Вижте пояснителната страница за други населени места с името Грийн.
Окръг Грийн (на английски: Greene County) е окръг в щата Охайо, Съединени американски щати. Площта му е 1077 km², а населението - 147 886 души (2000). Административен център е град Зиня.